# Seznam slovenskih paleontologov
Seznam slovenskih paleontologov.

## A
- Katarina Pavla Anko

## B
- Stanislav Bačar (1938–2012) (zbiralec)
- Miloš Bartol
- Jože Bedič (1923–2002) (zbiralec)
- Mitja Brodar (1921–2012)
- Srečko Brodar (1893–1987)
- Stanko Buser (1932–2006)

## C
- Nina Caf
- Tim Cifer
- Franc Cimerman (1933–2015)
- Metka Culiberg (1950–) (palinologinja)

## Ć
- Vlasta Ćosović (1957-)

## Č
- Alenka Eva Črne

## D
- Irena Debeljak (1965-)
- Bojana Dolinar?
- Katica Drobne (1936–)

## F
- Miklavž Feigel (1939–2018) (zbiralec, risar )

## G
- Cveto Germovšek (1923–1955)
- Franc Golob (1949 -) (zbiralec)
- Špela Goričan (1960–)

## H
- Tomaž Hitij
- Aleksander Horvat (1961–)

## J
- Bogomir (Mirko) Jelen (1946–)
- Damjan Jensterle (1951–2020) (zbiralec)
- Bogdan Jurkovšek (1952–)

## K
- Boris Kavur ?
- Tea Kolar Jurkovšek (1954–)
- Vanda Kochansky-Devidé (Hrvaška)
- Ivan Krečič (1909–1983)
- Katarina Krivic
- Matija (Matej) Križnar
- Othmar Kühn

## M
- Helena Mervič
- Vasja Mikuž (1946–)

## N
- Leon Nikler (1932–1997) (slov.-hrv.)
- Martin Nose
- Matevž Novak (geolog)

## O
- Franc Osole ?

## P
- Rajko Pavlovec (1932–2013)
- Jernej Pavšič (1944–)
- Mario Pleničar (1924–2016)
- Janez Pohar (1933–)
- Vida Pohar (1934–2022)
- Slavko Polak?
- Davo Preisinger (zbiralec)

## R
- Rajka Radoičić (1925–)
- Ivan Rakovec (1899–1985)
- Anton Ramovš (1924–2011)
- Julijana (Lija) Rijavec (1926–)
- Friderik Rolle

## S
- Marijan Salopek (1883–1967) (Hrvat)

## Š
- Alojz Šercelj (1921–2010) (palinolog)
- Rihard Šimnovec (1891–1966)
- Živadina Škerlj (1930–2021)
- Andrej Šmuc (1974–)
- Aleš Šoster
- Ljudmila "Pika" Šribar (1932–2013)

## T
- Tjaša Tolar: paleobotaničarka
- Borut Toškan: paleozoolog
- Ivan Turk: arheolog
- Dragica Turnšek (1932–2021)

## U
- Franjo Uršič
- Helena Us ?

## Z
- Lars Zver

## Ž
- Jure Žalohar